# Ilyushin DB-3
L'Ilyushin DB-3 (in caratteri cirillici Ильюшин ДБ-3 Дальний Бомбардировщик - Dal'nij Bombardirovščik - "bombardiere a lungo raggio"), era un bombardiere medio bimotore ad ala bassa progettato dall'OKB Ilyushin diretto da Sergej Vladimirovič Il'jušin e sviluppato in Unione Sovietica negli anni trenta.
Impiegato principalmente durante la seconda guerra mondiale dalla Sovetskie Voenno-vozdušnye sily (V-VS), l'aeronautica militare sovietica, venne prodotto in oltre 1 528 esemplari e fu il precursore dell'Ilyushin Il-4 (originariamente chiamato DB-3F).

## Storia del progetto
Le origini del DB-3 risalgono ad un precedente velivolo, il BB-2, sviluppato dall'ufficio di progettazione (OKB) diretto da Il'jušin per rispondere ad una specifica per la realizzazione di un bombardiere ad alta velocità per l'aviazione militare sovietica, e che ad una valutazione comparativa non riuscì a prevalere sul Tupolev ANT-40.
Il'jušin decise quindi di riversare l'esperienza acquisita nello sviluppo del BB-2 in un nuovo progetto per un bombardiere a lungo raggio in grado di competere di nuovo con i progetti di Tupolev. I requisiti da soddisfare con il nuovo modello erano molto stringenti: capacità di portare 1 000 kg di bombe con un raggio operativo di 3 000 km alla velocità massima di almeno 350 km/h.
Il primo prototipo, denominato TsKB-26, fu considerato come una sorta di "dimostratore tecnologico", un velivolo sperimentale semplificato, realizzato al fine di validare le idee di Il'jušin su come ottenere un raggio operativo superiore ai bombardieri contemporanei. Per velocizzare la costruzione fu previsto che l'aereo avesse fusoliera di legno con ali e coda di metallo. Il TsKB-26 spiccò il primo volo nell'estate del 1935 e si dimostrò stabile, facilmente controllabile e molto manovrabile, divenendo il primo bombardiere sovietico a poter compiere un looping.
Il prototipo completo del DB-3 - denominato TsKB-30 - fu portato a termine nel marzo del 1936. Rispetto al TsKB-26 aveva numerosi migliorie, tra le quali la struttura interamente metallica ed il muso più lungo. Completo nelle dotazioni per l'impiego operativo, superò brillantemente le prove previste dall'Aviazione sovietica, evidenziando solo alcune carenze nella stabilità longitudinale che furono risolte mediante l'ampliamento delle superfici degli stabilizzatori e l'ordine di procedere con la produzione in serie fu emesso nell'agosto dello stesso anno, prima che le prove ufficiali avessero avuto termine.

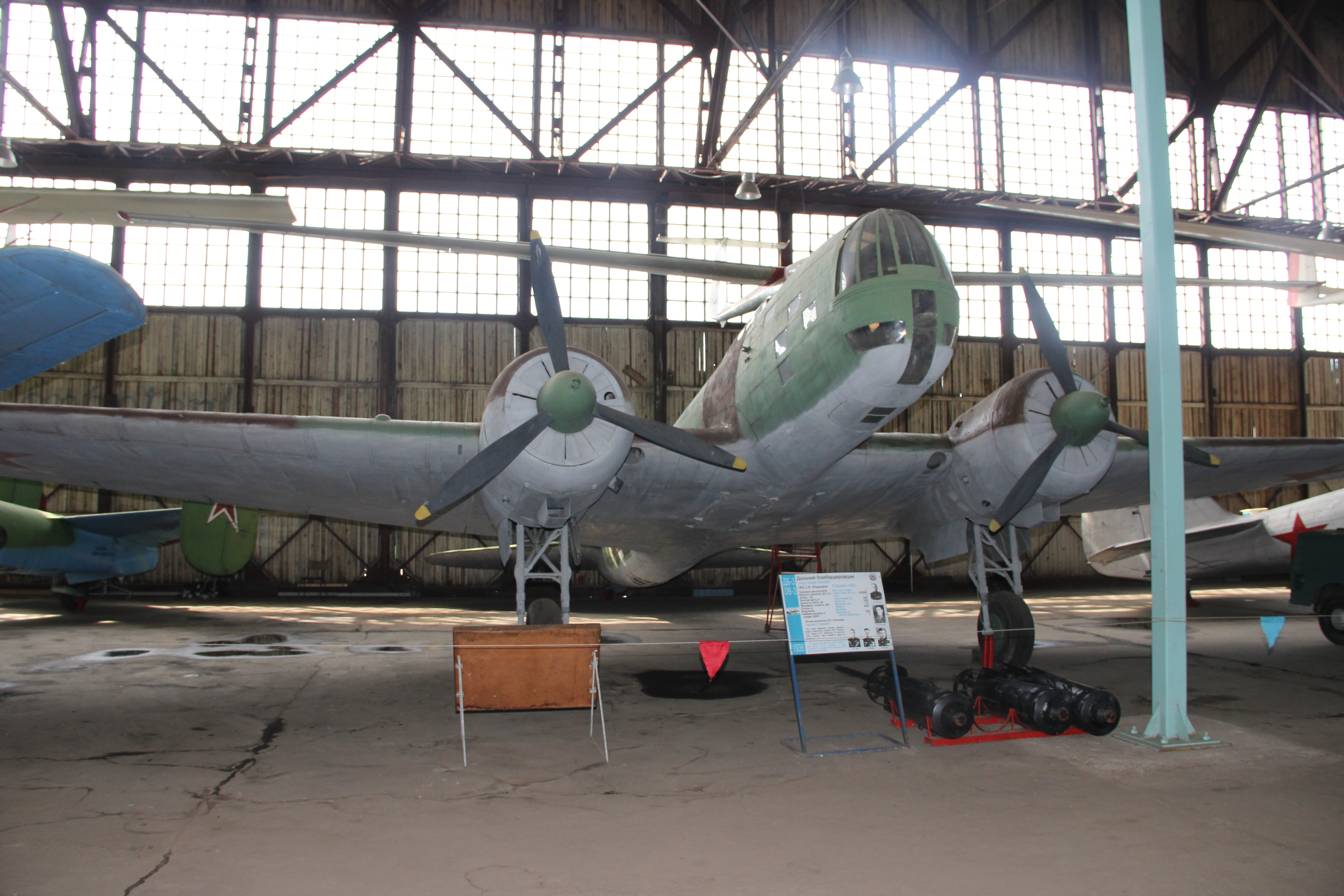
Vista frontale dell'Ilyushin DB-3M esposto al museo di Monino, nei pressi di Mosca.

Il nuovo bombardiere, che ricevette la denominazione operativa DB-3, rappresentò per l'epoca un progetto di elevato standard qualitativo ma la sua produzione si rivelò complessa perché richiedeva l'introduzione di sistemi e tecniche produttive d'avanguardia. La produzione in serie vide inizialmente impegnati i GAZ n°39 (a Mosca) e n°18 (a Voronež) che iniziarono le consegne ai reparti sul finire del 1936.
I primi esemplari di serie erano equipaggiati, analogamente ai due prototipi, con i motori M-85 (sostanzialmente copia prodotta su licenza dei francesi Gnome-Rhône 14K Mistral Major) e circa la loro denominazione è possibile trovare indicazioni sia come DB-3S che come DB-3 2M-85. In quel primo anno di vita, l'impianto produsse trenta esemplari del bimotore Ilyushin.
Le prestazioni della versione definitiva si rivelarono leggermente inferiori rispetto a quelle dei prototipi, tuttavia risultavano ancora abbondantemente al di sopra dei requisiti. La velocità massima era di 390 km/h all'altitudine di 5 000 m. Il DB-3 poteva portare 500 kg di bombe in un raggio di 4 000 km e 1 000 kg in un raggio di 3 100 km. In confronto, il coevo Heinkel He 111B era di 10–20 km/h più lento e poteva portare solo 750 kg di bombe in un raggio di 1 660 km e 1 500 kg in un raggio di 910 km. Queste prestazioni rendevano probabilmente il DB-3 il migliore bombardiere in servizio nel 1937.
La disponibilità del motore M-86 (versione migliorata del precedente M-85), utilizzato sugli aerei prodotti a partire dal 1938, e marginali modifiche alla postazione anteriore del navigatore/bombardiere diedero origine alla versione DB-3B; tale denominazione sarebbe tuttavia relativa solo ad una parte dei velivoli dotati del nuovo motore in quanto una prima serie di queste macchine viene indicata come DB-3A. Anche in questo caso le differenze tra gli esemplari sono da individuare nei dettagli di un processo di sviluppo in costante progresso lungo le linee di montaggio, tanto che la classificazione secondo diverse denominazioni è "informale" visto che i documenti della V-VS inizialmente distinguono i diversi esemplari del DB-3 solo secondo il tipo di motore impiegato.
Quasi in contemporanea con la comparsa della nuova variante, la produzione del DB-3 prese avvio anche presso il GAZ n°126 (a Komsomol'sk-na-Amure), uno dei più recenti impianti industriali dell'Unione Sovietica nel quale si faceva largo impiego di macchinari e strumenti di origine statunitensi.
Nel frattempo già dal 1937 l'OKB di Il'jušin stava elaborando una versione aerosilurante del proprio bimotore, in stretta collaborazione con la marina militare sovietica: il risultato finale fu la versione DB-3T che, in alternativa alle consuete bombe poteva essere armata con un siluro oppure poteva trasportare mine. Più leggero della versione "bombardiere", il DB-3T subiva negativamente l'aumento della resistenza aerodinamica generata dal siluro trasportato esternamente al di sotto della fusoliera, pagandone dazio in termini di velocità massima ed autonomia.
Nel corso del 1938 la Aviacija Voenno-Morskogo Flota (la componente aeronautica della marina sovietica), ordinò anche una versione idrovolante del DB-3; in poco tempo, non è chiaro se utilizzando galleggianti a scarponi provenienti da un Tupolev TB-1P oppure acquistati dalla britannica Short Brothers, venne realizzato il prototipo per la versione DB-3TP che, pur con prestazioni inferiori agli esemplari dotati di carrello d'atterraggio (per evidenti ragioni aerodinamiche), venne inizialmente considerato adatto alla produzione in serie. Un primo ordine per quindici aerei venne però annullato quando fu chiaro che, a causa della presenza dei galleggianti, per la manutenzione e la preparazione operativa dei velivoli sarebbero state necessarie apposite infrastrutture. Il prototipo DB-3TP non ebbe dunque seguito e fu anche l'ultimo idrovolante a scarponi da combattimento prodotto in Unione Sovietica.

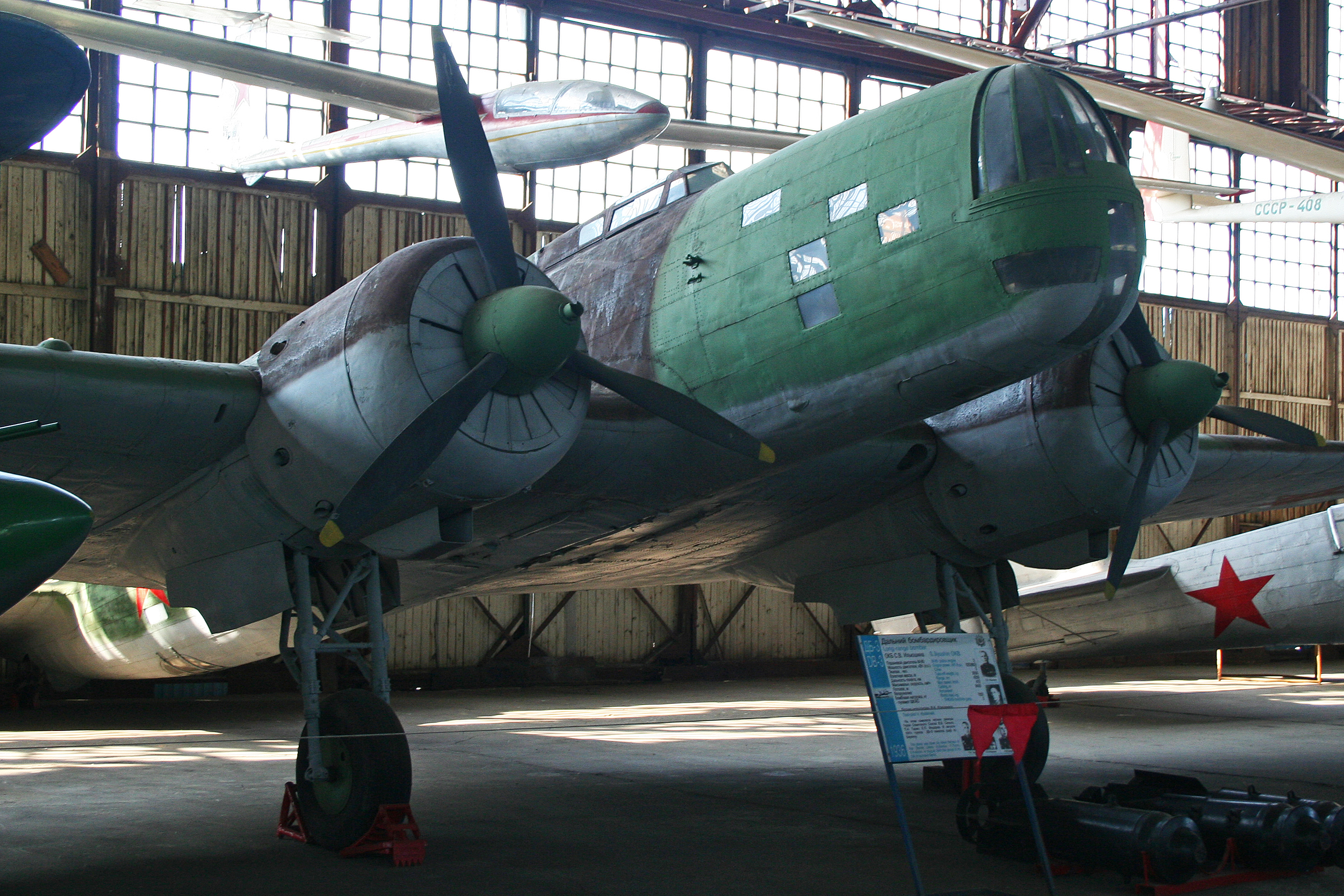
Primo piano del muso del DB-3 nella versione "M", riconoscibile dal numero dei finestrini presenti nella postazione del mitragliere.

Il 1938 vide l'OKB Ilyushin impegnato in altri progetti di sviluppo del DB-3 e tra questi ne vengono ricordati due in particolare: nel mese di giugno su una cellula di DB-3B con motore M-87A venne testata una copertura aerodinamica (destinata all'alloggiamento del siluro per la versione DB-3T) realizzata in lega di alluminio e dotata di portelli apribili; le dimensioni della carenatura avrebbero limitato la capacità di trasporto dell'aereo al solo siluro (escludendo quindi bombe o mine) e la soluzione alla fine venne scartata. Nel mese di luglio un altro DB-3 venne modificato nella zona ventrale della fusoliera cui fu agganciata una gondola capace di trasportare dieci paracadutisti completamente equipaggiati; l'intento era quello di realizzare una macchina che potesse agevolmente essere trasformata al fine di trasportare soldati oltre le linee nemiche. Anche in questo caso, malgrado i primi positivi riscontri, la soluzione non andò oltre la fase sperimentale.
Quello stesso anno vide anche venire alla luce una nuova variante del DB-3 che sarebbe poi passata alla produzione in serie: dotata del motore Tumanskij M-87 e modificata, ancora una volta, in diversi dettagli ma senza stravolgimenti strutturali, questa nuova versione del bimotore Ilyushin venne denominata DB-3M, la cui produzione proseguì fino al 1941 nel GAZ n° 126.
Un più profondo programma di rivisitazione del progetto del DB-3 venne curato direttamente da Sergej Il'jušin, ancora una volta a partire dal 1938: in questa sua opera di rivisitazione, il progettista russo fece tesoro delle prime risultanze derivanti dall'impiego degli aerei in servizio e dei problemi riscontrati in sede di produzione nei diversi impianti industriali coinvolti e poté giovarsi dell'esperienza direttamente vissuta da Boris Pavlovič Lisunov e dal suo staff nel corso della permanenza a Santa Monica (in California) presso l'impianto della Douglas Aircraft Company (nel quale si produceva il DC-3 di cui l'Unione Sovietica aveva acquisito la licenza di costruzione affidandone a Lisunov la realizzazione, dando vita al Lisunov Li-2).
Il risultato di questa rivisitazione progettuale vide la luce nei primi mesi del 1939 ed è considerato, anche per le differenze esteriori, un modello completamente nuovo piuttosto che una nuova versione del DB-3, malgrado la denominazione inizialmente ricevuta: nato come DB-3F, nel marzo del 1942 ricevette quella definitiva di Ilyushin Il-4, adottata a seguito della revisione complessiva del sistema di nomenclatura utilizzato dalla V-VS.

## Tecnica

### Cellula
Sergej Il'jušin semplificò la realizzazione del primo prototipo (TsKB-26) combinando fusoliera e stabilizzatori in legno con ali e timone in metallo ma già il secondo prototipo (TskB-30) era completamente metallico, anticipando tutte le soluzioni che avrebbero caratterizzato la prima versione di serie.
Il DB-3 era un bimotore ad ala bassa, contraddistinto dalla profonda fusoliera di sezione ovale che all'estremità di prua presentava la parte superiore vetrata dietro alla quale operava il navigatore/bombardiere. La cabina di pilotaggio era alloggiata nella parte superiore della profonda fusoliera di sezione ovale: aperta nella zona posteriore nel TsKB-26, negli esemplari di serie divenne completamente chiusa dapprima con una copertura metallica dotata di finestra nella zona alle spalle del pilota e poi ricoperta da ampia vetratura che solo nella zona terminale di raccordo con la fusoliera lasciava spazio al rivestimento metallico.

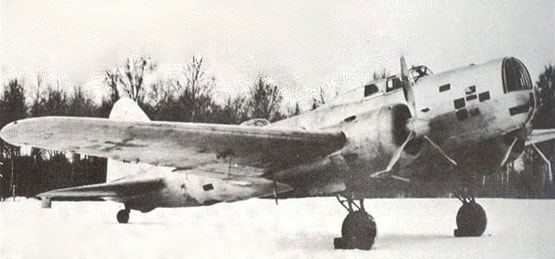
Un DB-3M al lato del campo di volo innevato.

Nella sezione dorsale, in corrispondenza del bordo d'uscita alare, era presente una torretta vetrata per la difesa della zona posteriore dell'aereo. Il tronco di coda della fusoliera manteneva un disegno rettilineo, rastremandosi solo lateralmente; l'impennaggio era di tipo classico e le sue dimensioni furono ampliate dopo le prove svolte con il primo prototipo.
L'ala, oggetto di specifiche attenzioni da parte dei progettisti, venne realizzata con rapporto di allungamento alare pari a 7 mentre il carico alare era pari a circa 140 kg/m²: secondo i calcoli preliminari queste caratteristiche avrebbero garantito al velivolo sia le velocità di punta che il raggio d'azione richiesti dalle specifiche emesse dalle autorità militari. Le ali avevano forma rastremata verso le estremità, maggiormente pronunciata sul bordo d'uscita. Le gondole dei motori erano disposte nella parte interna del bordo d'entrata sul quale erano di seguito installati una serie di slat; alettoni erano invece presenti sulla parte più esterna del bordo d'uscita.
Il carrello d'atterraggio era imperniato all'ala in corrispondenza delle gondole dei motori; gli elementi principali erano costituiti da due bracci metallici al centro dei quali era disposta una singola ruota. Il carrello si ritraeva, con movimento retrogrado, all'interno della parte posteriore delle gondole motore dalle quali rimaneva sporgente una piccola sezione delle ruote; al posteriore era presente un ruotino d'appoggio, non retrattile.

### Motore
Inizialmente dotato di una coppia di motori radiali Tumansky M-85 da 765 hp (570 kW) al decollo, il DB-3 ricevette i nuovi motori Tumansky M-86 nel corso del 1938, in corrispondenza con il rilascio della versione DB-3B; in questo caso la potenza sviluppata da ciascuna unità motrice era di 950 hp (708 kW) al decollo.
Poco tempo dopo, con la rinnovata versione DB-3M fecero la propria comparsa i motori Tumansky M-87A: in questo caso la potenza al decollo rimaneva invariata ma ai regimi operativi standard cresceva di 135 hp rispetto alla versione precedente, per raggiungere il valore di 855 hp (638 kW). Tuttavia l'M-87A fu afflitto da problemi di affidabilità tanto da essere sostituito, nell'autunno del 1938, dalla versione M-87B migliorato nella qualità dei componenti per quanto invariato nella potenza espressa.
Sulla versione DB-3T furono inizialmente installati i motori M-85, successivamente sostituiti dagli M-86; su una parte dei velivoli di prima produzione furono successivamente sostituiti i motori originari con una coppia di M-87.

### Armamento
La stiva del DB-3 era progettata per portare dieci bombe FAB-100 da 100 kg, ma bombe più pesanti potevano essere sistemate su rastrelliere esterne fino a un totale di 2 500 kg (a scapito dell'autonomia di volo). L'armamento difensivo consisteva in tre mitragliatrici shKAS da 7,62 mm: una era collocata nel muso ed era manovrata dal navigatore, mentre le altre due risiedevano sul dorso (in apposita torretta) e sul ventre ed erano manovrate da un mitragliere.
Il puntamento veniva eseguito tramite il collimatore OBP-2 , derivato da un modello tedesco della Goerz. In volo il collimatore veniva mantenuto all'interno della fusoliera, per poi essere inserito nel portello finestrato inferiore, in modo da farlo sporgere all'esterno, poco prima di arrivare sull'obiettivo. Una volta effettuato il bombardamento, il navigatore-bombardiere, lo riponeva all'interno per proteggere le ottiche da eventuali danni nella fase di atterraggio.

## Impiego operativo

### Imprese sportive
In funzione delle caratteristiche di base, il TsKB-30 venne utilizzato per compiere alcune imprese di carattere "sportivo" arrivando a far registrare il proprio nome negli annali della Fédération aéronautique internationale, ente al quale l'Unione Sovietica aveva deciso solo recentemente di affiliarsi, al fine di sviluppare le proprie relazioni internazionali.
Nella primavera del 1938 venne avviata la costruzione di un esemplare speciale del TsKB-30, battezzato "Mosca" (Москва, in cirillico), appositamente realizzato per il conseguimento di primati per voli sulle lunghe distanze; alleggerito del peso delle attrezzature belliche e dotato di serbatoi di carburante aggiuntivi, ricavati in luogo del vano bombe e nella zona posteriore della fusoliera libera dalle postazioni delle mitragliatrici, venne portato in volo per la prima volta il 19 maggio del 1938 sotto la guida esperta del collaudatore Vladimir Konstantinovič Kokkinaki.
Un primo volo tra Mosca e Spassk-Dal'nij, 7 580 km e 24 ore e 38 minuti di volo, venne realizzato il 22 giugno successivo e valse a Kokkinaki ed al navigatore Aleksandr Matveevič Brjandinskij la nomina ad Eroe dell'Unione Sovietica. Venne quindi programmato per l'autunno, di quello stesso 1938, un volo transatlantico con destinazione New York ma il suo svolgimento venne procrastinato a causa della morte di Brândinskij in un incidente di volo a bordo di un Tupolev TB-3.
Rinviato all'anno successivo, e questa volta affiancato Vladimir Kokkinaki a Michail Ch. Gordienko, il volo verso New York prese avvio il 29 aprile 1939 seguendo la rotta lungo il circolo polare artico. Problemi con il pilota automatico e forti venti in quota portarono a percorrere più chilometri di quanto previsto dalla tabella di marcia. Perdurando la situazione di forte maltempo, malgrado il favorevole mutamento della direzione del vento, Kokkinaki e Gordienko ormai a corto di carburante decisero di scendere al livello del mare una volta giunti in prossimità della costa canadese e, guidati dalla luce di un faro, scorta fortuitamente, riuscirono ad effettuare un atterraggio d'emergenza a carrello chiuso sulla spiaggia di quella che si rivelerà essere l'Isola Miscou, piccola isola nel Golfo di San Lorenzo.
Il "Mosca" fu il primo aereo sovietico ad atterrare sulla costa occidentale nordamericana e quel giorno stabilì il record sulla distanza di volo, coprendo circa 8 000 km in 22 ore e 56 minuti, alla media di circa 216 km/h.
Alla fine del 1938 il Partito Comunista di tutta l'Unione autorizzò, a fini propagandistici, la realizzazione di voli di lunga distanza con equipaggi femminili: dopo aver scelto il DB-3 come mezzo per tali imprese, fece realizzare due esemplari (TsKB-30 N-1 ed N-2 rispettivamente) sulla base dell'esperienza maturata con il "Mosca" e dotati di motori M-87 modificati. I due velivoli portarono a termine diversi voli dimostrativi di lunga durata, sempre ai comandi di equipaggi interamente costituiti da aviatrici. Il 27 luglio 1940 l'N-1, ribattezzato "Ucraina" (Украина, in cirillico) decollò da Chabarovsk con destinazione Leopoli con equipaggio composto dalle pilota Marija Grigor'evna Michalëva e Nina Ivanovna Rusakova e dalla navigatrice Marija Petrovna Nesterenko; la destinazione era stata scelta per sottolineare l'acquisizione sovietica dell'ex capitale della Galizia austro-ungarica, avvenuta nel settembre del 1939 in seguito all'applicazione del patto Molotov-Ribbentrop.
A causa del maltempo e di problemi ad uno dei motori, l'"Ucraina" fo costretto ad un atterraggio d'emergenza dopo aver sorvolato la catena degli Urali, ma ancora a circa 2 200 km dalla meta prefissata. Malgrado la distanza percorsa (circa 7 000 km in 23 ore e 32 minuti) rappresentasse il primato assoluto per un equipaggio femminile, il Partito Comunista decise di non diffonderne la notizia a causa del mancato raggiungimento del principale obiettivo.

### Operazioni belliche
Il servizio operativo del TsKB-30 con la V-VS ebbe inizio nel corso del 1937 con la designazione DB-3; a partire dal 1939 vennero introdotti nei reparti anche gli esemplari della variante DB-3F (IL-4) mentre la Aviacija Voenno-Morskogo Flota dal canto suo mise in servizio gli esemplari della variante DB-3T.

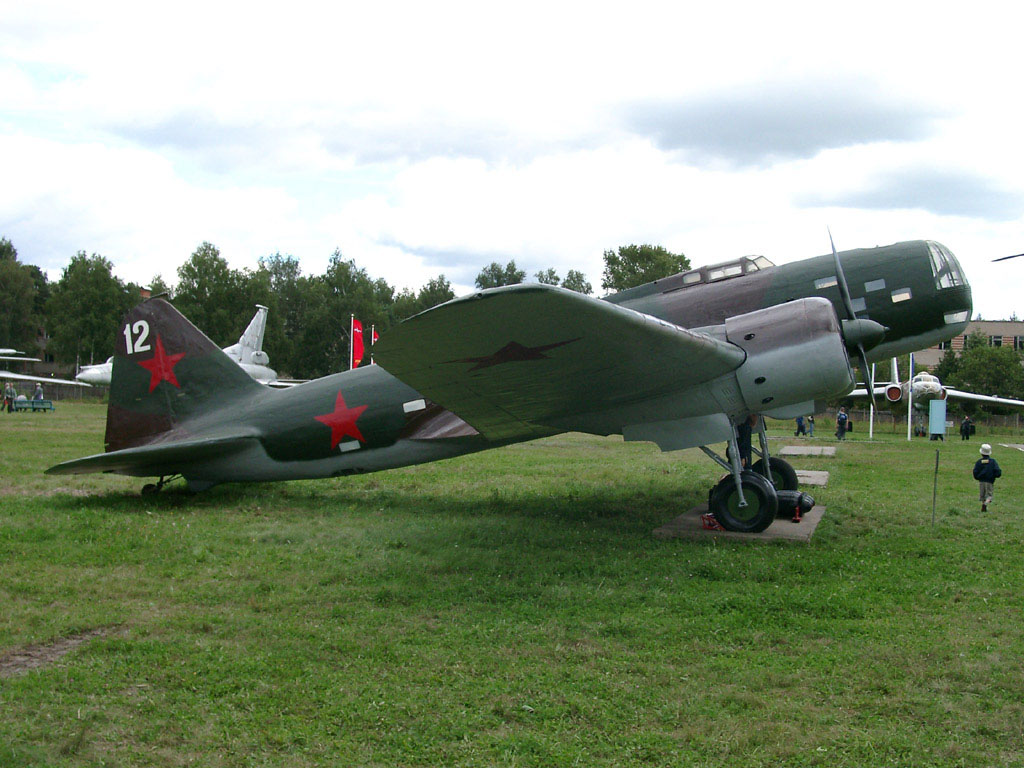
Ancora il DB-3M esposto a Monino, nella livrea "12 bianco".

Il primo impiego in combattimento per i DB-3 sovietici avvenne nel corso della guerra d'inverno durante la quale ebbero occasione di operare i reparti di entrambe le forze aeree; i risultati delle operazioni messe in atto con i DB-3 furono negativi e portarono a perdite pesanti per i reparti: le cause principali degli insuccessi furono attribuiti sia alla tenace opposizione delle forze finlandesi, sia alla scarsa qualità dell'addestramento ricevuto dagli equipaggi sovietici.
Al momento dell'invasione tedesca i primi impegni operativi del DB-3 riguardarono prevalentemente operazioni di natura tattica nella vasta opera posta in atto per contrastare l'avanzata della Wehrmacht verso Mosca; nel corso del conflitto le diverse versioni realizzate furono impiegate anche per la ricognizione.
Nella notte dell'8 agosto 1941, quindici aerosiluranti DB-3T della Flotta del Baltico, sganciarono le prime bombe sovietiche su Berlino partendo dalla base aerea situata sull'isola Saaremaa. Altri obiettivi dei bombardamenti strategici svolti dalla VVS furono Königsberg, Danzica, Budapest e Bucarest.
Alla fine di ottobre del 1941 tra le file dei reparti dell'aviazione "a lungo raggio" operavano 310 esemplari di DB-3 che si erano ridotti a 182 alla metà del successivo mese di dicembre.
L'Ilyushin DB-3, in particolare nella sua ultima evoluzione DB-3F/Il-4, risulta essere l'unico velivolo progettato negli anni trenta a rimanere in servizio operativo con la V-VS fino alla fine della seconda guerra mondiale; il modello venne sostituito nei reparti dal Tupolev Tu-4 e l'ultimo velivolo fu ritirato nel corso del 1952.

#### Finlandia
Durante i primi mesi di guerra contro la Finlandia, l'aviazione sovietica subì pesanti perdite in termini di aerei: il DB-3 non fece eccezione tanto che sarebbero più di cinquanta i bimotori andati perduti in poco meno di quattro mesi.
Le forze finlandesi riuscirono a mettere le mani su alcuni esemplari di DB-3 e furono in grado di rimetterne cinque in condizioni di volo, anche se le riparazioni richiesero complessivamente più di un anno di tempo. I cinque aerei furono consegnati alla Suomen ilmavoimat tra febbraio e giugno del 1941 e furono più tardi affiancati da altri sei velivoli dello stesso tipo che la Finlandia acquistò dall'alleato tedesco, a loro volta bottino delle prime operazioni di guerra. L'impiego degli undici DB-3 finlandesi fu piuttosto intenso e sei aerei andarono perduti durante le operazioni; l'ultima missione contro i sovietici porta la data dell'8 agosto 1944.
Poco più di un mese dopo la Finlandia, firmando l'armistizio di Mosca, si ritirò dall'alleanza che la legava alle potenze dell'Asse e dichiarò guerra alla Germania. I cinque DB-3 superstiti tornarono quindi in azione, ora a fianco dell'Armata Rossa ed il loro impegno si concretizzò in una trentina di missioni ai danni della Wehrmacht, l'ultima delle quali ebbe luogo il 22 marzo del 1945. Durante gli otto mesi di combattimenti, un solo aereo andò perduto, il 22 ottobre 1944, ad opera della contraerea.

#### Repubblica di Cina
In assoluto il primo impiego bellico per il DB-3 avvenne sotto le insegne della Forza Aerea della Repubblica di Cina: acquistati ventiquattro esemplari all'inizio del 1939, le forze cinesi li schierarono dalla base di Chengdu contro le truppe d'invasione giapponesi. Tra le operazioni compiute dai bombardieri di origine sovietica la più riuscita risulta essere stato un bombardamento della base aerea giapponese nei pressi della città di Hankou (nella provincia di Hubei).

## Versioni

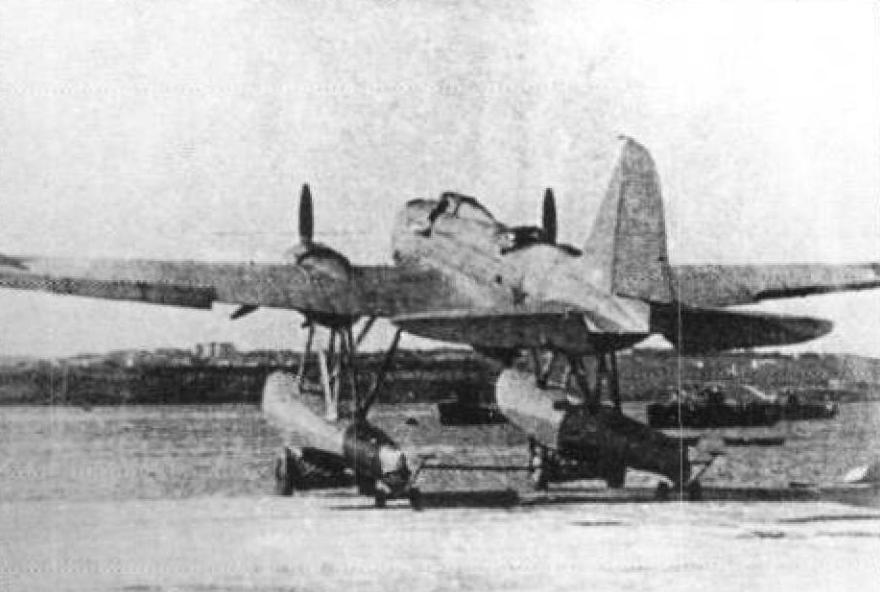
Rara immagine del DB-3 nella versione TP, silurante ed idrovolante.

TsKB-26
Primo prototipo di studio
TsKB-30
Primo prototipo reale.
DB-3 2M-85
Primo modello entrato in produzione.
DB-3 2M-86 (DB-3A)
Nuovo motore M-86. Apportate altre piccole migliorie.
DB-3 2M-87A (DB-3B)
Nuovo motore M-87A
DB-3T
Versione aerosilurante, equipaggiato con il motore M-86 o M-87.
DB-3TP
Aerosilurante progettato nel 1938. Non entrò in produzione.
DB-3M
Migliorie consistenti e installazione dei modelli di motore M-87B o M-88.
DB-3F
Modello rinominato come Ilyushin Il-4.

## Utilizzatori
Repubblica di Cina
- Chung-Hua Min-Kuo K'ung-Chün

 Finlandia
- Suomen ilmavoimat

 Germania
- Luftwaffe

 Unione Sovietica
- Aviacija Voenno-Morskogo Flota
- Sovetskie Voenno-vozdušnye sily

## Esemplari attualmente esistenti
Il solo esemplare noto di DB-3 è attualmente in mostra al Museo Centrale dell'Aviazione a Monino, in Russia. L'aereo fu trovato nella foresta a 120 km da Komsomol'sk-na-Amure. Fu recuperato nel 1988 e restaurato nell'anno seguente. Fu esposto a partire dal 1989.

### Annotazioni
1. ↑  La denominazione del "costruttore" risulta scritta in modo diverso da quella del "progettista" poiché nel secondo caso la traslitterazione del cognome è effettuata secondo il sistema "ISO 9", impiegato come standard convenzionale nelle pagine di Wikipedia in lingua italiana.
2. ↑  La sigla TsKB indica il Tsentral'noye Konstruktorskoye Byuro (in cirillico "Центральное Конструкторское Бюро"), letteralmente "Ufficio Centrale di Progettazione": era il nome della struttura statale all'interno della quale operava Il'jušin.
3. ↑  Dal cirillico "Государственный Авиационный Завод", traslitterato in "Gosudarstvenn'ij Aviatsionn’ij Zavod": letteralmente "fabbrica aeronautica di stato".
4. ↑  dal cirillico Торпедоносец, traslitterato in Torpedonosec, cioè aerosilurante.
5. ↑  Dal russo Торпедоносец Поплавковый, traslitterato in Torpedonosec Poplavkovij, cioè aerosilurante idrovolante.
6. ↑  dal cirillico Модернизированный, traslitterato in Modernizirovanny, cioè modernizzato.
7. ↑  dal cirillico Форсированный, traslitterato in Forsirovanny, letteralmente "forzato" ad indicare lo sforzo per migliorarlo.
8. ↑  Dal cirillico "Оптический Прицел бомбардировочный 2" (ОБП-2), traslitterato in Opticheskiy Pritsel bombardirovochnyy: letteralmente "visore ottico per bombardamento" .
9. ↑  La presenza contemporanea nelle forze aeree sovietiche delle diverse versioni del DB-3 non consente di separare con certezza le operazioni svolte da ogni singolo tipo di velivolo.
10. ↑  dal cirillico Краснознамённый Балтийский Флот, traslitterato in Krasnoznamënnyj Baltijskij Flot, letteralmente "Flotta Bandiera Rossa del Baltico".
11. ↑  Le fonti disponibili riportano il nome "Osel" in lingua inglese oppure "Ösel", in tedesco .

### Fonti
1. 1 2 3 4 5 6  Ильюшин ДБ-3, in Уголок неба.
2. ↑  Gordon e Khazanov, 1999, p. 97.
3. 1 2 3 4 5 6  Stapfer, 2004, p. 4.
4. 1 2 3 4 5  Gordon e Khazanov, 1999, p. 98.
5. 1 2 3 4 5 6  Stapfer, 2004, p. 5.
6. 1 2 3 4 5 6  Gordon e Khazanov, 1999, p. 100.
7. 1 2 3  Stapfer, 2004, p. 7.
8. 1 2 3  Stapfer, 2004, p. 8.
9. 1 2 3 4  Stapfer, 2004, p. 15.
10. 1 2  Stapfer, 2004, p. 9.
11. 1 2 3  Stapfer, 2004, p. 10.
12. ↑  Stapfer, 2004, p. 11.
13. ↑  Stapfer, 2004, p. 12.
14. ↑  Stapfer, 2004, p. 17.
15. 1 2  Stapfer, 2004, p. 20.
16. 1 2  (RU) Ил-4 (fb2) | КулЛиб - Классная библиотека! Скачать книги бесплатно, su coollib.net. URL consultato il 28 febbraio 2016..
17. ↑  Gordon e Khazanov, 1999, p. 99.
18. 1 2 3 4  Stapfer, 2004, p. 13.
19. 1 2 3 4 5 6 7  Stapfer, 2004, p. 14.
20. ↑  Fredriksen e Boyne, 2001, p. 176.
21. 1 2 3  Stapfer, 2004, p. 38.
22. 1 2  Gordon e Khazanov, 1999, p. 103.
23. 1 2  Stapfer, 2004, p. 18.
24. 1 2 3  Stapfer, 2004, p. 19.

### Pubblicazioni
- (EN) Hans-Heiri Stapfer, Ilyushin Il-4, in Aircraft In Action, Aircraft Number 192, Carrollton, TX, USA, Squadron/Signal Publication Inc., gennaio 2004, ISBN 978-0-89747-471-9.